# Mola (tkanina)

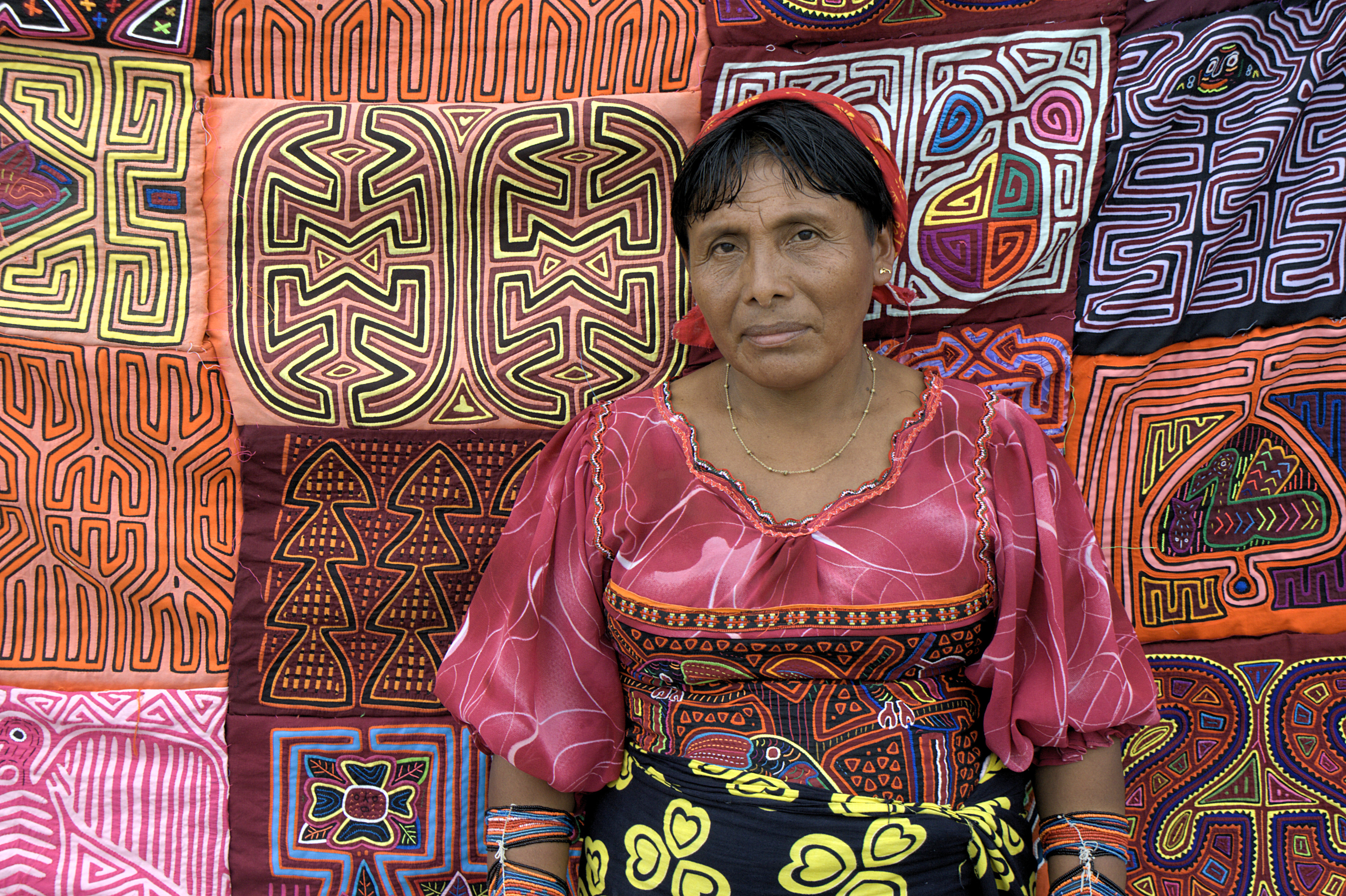
Indianka Kuna sprzedająca tkaniny mola w Panamie

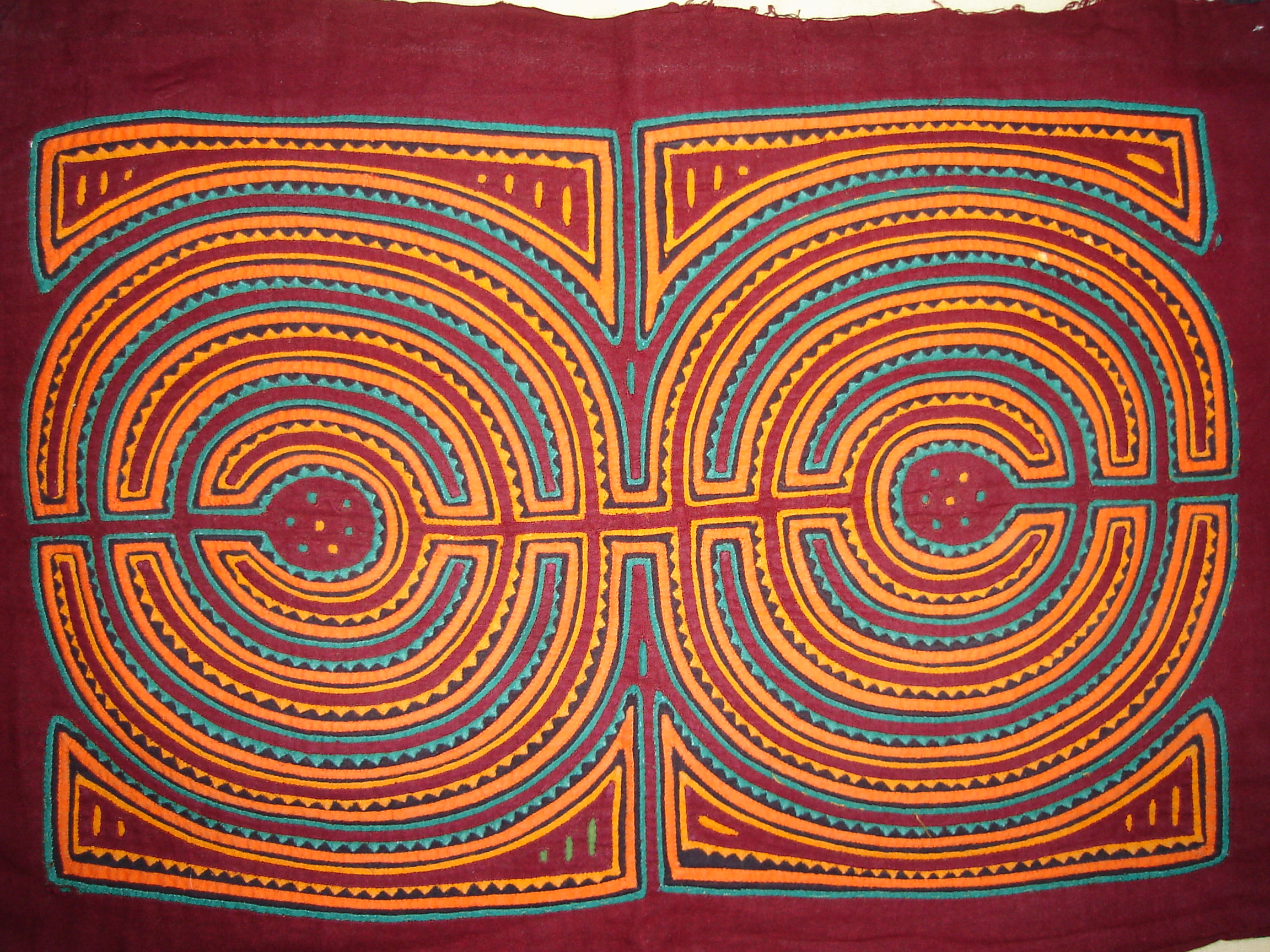
Mola przedstawiająca tradycyjne olasu – złoty pierścień noszony w nosie przez Indianki Kuna

Mola – tradycyjna tkanina wytwarzana przez Indian Kuna zamieszkałych w prowincji Kuna Yala w Panamie.
Mola stanowi część tradycyjnego stroju kobiet Kuna. Dwie tkaniny mola zszyte na końcach tworzą bluzkę. Pełne tradycyjne ubranie składa się jeszcze z wzorzystej spódnicy, czerwonej i żółtej chusty, koralików wokół kostek nogi oraz złotego pierścienia w nosie i kolczyków.
W języku ojczystym Kuna mola oznacza „koszulę” lub „ubranie”. Jej wygląd wywodzi się ze zwyczaju malowania ciała w geometryczne wzory przy użyciu naturalnych barwników. W latach późniejszych wzory te były tkane z bawełny, a jeszcze później tworzone metodą wycinania i naszywania aplikacji z kolorowych kawałków materiału. Najstarsze mola wykonywane taką technika mają 150–170 lat. Jakość i wartość mola zależy od liczby warstw, szerokości szwu, równej krawędzi i szerokości wycięć, dodatków takich jak zygzakowate granice, kratki lub haft oraz ogólnego wrażenia artystycznego, projektu i dobranych kolorów.
Najczęściej spotykane wzory to geometryczne abstrakcje nawiązujące do wzorów w jakie kiedyś malowano ciała, a także realistyczne i abstrakcyjne wzory kwiatów, zwierząt morskich i ptaków.
Tkaniny te są sprzedawane jako pamiątka turystyczna najczęściej przez same Indianki Kuna na archipelagu San Blas i w mieście Panamie. Są także dostępne w sklepach z pamiątkami i w innych miejscowościach Panamy.